# Psalm 87
Psalm 87 – psalm, który znajduje się w Biblii, w Księdze Psalmów, napisany przez synów Koracha. W Septuagincie psalm ten nosi numer 86.
Zaczyna się od słów:
Pan miłuje to, co założył na świętych górach:
Opisuje Jeruzalem jako centrum ludzkości, skupiające wszystkich ludzi przy Bogu.